# 北海道・三陸沖後発地震注意情報
北海道・三陸沖後発地震注意情報（ほっかいどう・さんりくおきこうはつじしんちゅういじょうほう、英語: Off the Coast of Hokkaido and Sanriku Subsequent Earthquake Advisory）は、千島海溝および日本海溝沿いにおいて巨大地震発生の可能性が高まった場合に、日本の内閣府および気象庁が発信する情報。2022年12月16日に運用が開始された。

## 経緯
千島海溝・日本海溝周辺では、モーメントマグニチュード（Mw）7から9クラスの地震が多数発生しており、東北地方太平洋沖地震（2011年）や明治三陸地震（1896年）、貞観地震（869年）など巨大津波を伴う地震が繰り返し発生している（日本海溝・千島海溝周辺海溝型地震）。2020年4月に政府の中央防災会議が設置したワーキンググループの試算によると、いずれも最悪の想定で日本海溝沿いの地震で約19万9000人、千島海溝沿いの地震で約10万人の死者が発生するとされた。これらの被害軽減のため、突発的な巨大地震発生を想定した平時における備えに加え、確率は低いもののMw7クラスの先発地震の発生後にMw8クラス以上の後発地震が発生する事例があることから、後者について注意喚起を行う必要性について提言がなされていた。
2022年11月8日、内閣府は提言を受けて情報発信の在り方について検討を行ってきた検討会の報告書および同報告を受け策定した防災対応ガイドラインを公表した。

## 情報の内容・発信条件
北海道・三陸沖後発地震注意情報（以下、注意情報）は、日本海溝・千島海溝沿いの巨大地震の想定震源域（三陸・日高沖、十勝・根室沖の領域）及びその領域に影響を与える外側のエリア（以下、外側エリア）でMw7.0以上の地震（先発地震）が発生した場合に発信される。外側エリアの範囲は先発地震の規模によって決まり、Mw7.0であれば想定震源域の外側約50km以内、Mw8.5の場合は約250km以内となる。
気象庁は、地震発生から15分から2時間程度が経過して、一定精度のMwが算出された段階で上記の発表条件を満たすものであるかを判断し、合致する場合には内閣府・気象庁合同記者会見を開催して注意情報の発信を行う。なお、先発地震による震度が大きい場合や、予想される津波が高い場合、先発地震についての情報発表や気象庁記者会見が先に実施される。合同記者会見において、気象庁からは想定震源域における大規模地震発生の可能性が平時に比べて相対的に高まっていると考えられる点、同程度の規模の地震における後発地震発生の確率などについて解説が行われる。内閣府からは、注意情報発信時に防災対応をとるべき地域（以下、対象地域）に対して1週間程度は巨大地震発生に注意するよう呼びかけを行い、注意情報を受けて取るべき防災対応について発信する。防災対応については、合同記者会見のほか関係省庁災害警戒会議などにおける大臣発言や、1週間程度の間は防災担当大臣などから定期的に呼びかけを行う。ただし、以上の流れは状況により変化する場合がある。
地震発生から1週間が経過後、防災担当大臣などから特に後発地震に注意する期間が終了したことを呼びかける。ただし、この期間は社会の受忍限度を元に定められているもので、確率は低下しているものの大規模な後発地震発生の可能性が無くなったわけではないことに留意する必要がある。
なお、過去約100年の世界の事例では、Mw7.0以上の地震が発生した後7日以内にMw 8クラス以上の地震が発生する確率は100回に1回程度、Mw8.0以上の地震が発生した後7日以内にMw8クラス以上の地震が発生する確率は10回に1回程度である。また、過去約100年において注意情報の条件を満たす地震は49回発生していることから、注意情報の発信頻度はおおむね2年に1回程度の見込みであるとしている。

## 発信時の対応
注意情報の発信時は、対象地域においては平時からの地震への備えに加え、後発地震が発生した際に迅速に避難を行うための準備が必要とされる。また、個々の状況に応じて自主避難を行う事も想定される。ただし、社会経済活動への影響が大きい事前避難の呼びかけは行わない。
先発地震の規模や発生場所、津波の程度などにより、情報発信時の状況が地域ごとに大きく異なる場合が考えられる。また、いずれの地域においても先発地震による大きな被害・影響を受けていない場合も想定される。以上の事から、地域ごとの先発地震の影響度を震度を元に3段階に区分し、それぞれのケースで防災対応の方向性や呼びかけの内容を変えるとしている。

## 発信対象地域
注意情報の発信対象地域は、内閣府において検討を行った想定される巨大地震において、震度6弱以上の揺れまたは3 m以上の津波が想定される地域を基本とする。なお、別途指定されている「日本海溝・千島海溝周辺海溝型地震防災対策推進地域」は、東北地方太平洋沖地震による揺れや津波も踏まえて指定されていることから、注意情報の対象地域とは必ずしも一致していない。
対象地域は、以下の7道県182市町村である。
| 都道府県 | 市町村 |
| -------- | --- |
| 北海道   | 足寄町、厚岸町、厚真町、網走市、池田町、浦河町、浦幌町、枝幸町、えりも町、雄武町、長万部町、音更町、帯広市、上士幌町、木古内町、釧路市、釧路町、様似町、更別村、鹿追町、鹿部町、標茶町、標津町、士幌町、清水町、白老町、白糠町、知内町、新得町、新ひだか町、壮瞥町、大樹町、伊達市、鶴居村、弟子屈町、洞爺湖町、苫小牧市、豊浦町、豊頃町、中札内村、中標津町、七飯町、新冠町、根室市、登別市、函館市、浜中町、日高町、平取町、広尾町、福島町、別海町、北斗市、本別町、幕別町、森町、八雲町、羅臼町、陸別町 |
| 青森県   | 青森市、鯵ヶ沢町、今別町、おいらせ町、大間町、風間浦村、五所川原市、五戸町、佐井村、七戸町、外ヶ浜町、つがる市、東北町、十和田市、中泊町、南部町、野辺地町、階上町、八戸市、東通村、平内町、深浦町、三沢市、むつ市、横浜町、蓬田村、六戸町、六ケ所村 |
| 岩手県   | 一関市、岩泉町、奥州市、大槌町、大船渡市、金ケ崎町、釜石市、北上市、久慈市、紫波町、住田町、田野畑村、遠野市、野田村、花巻市、平泉町、洋野町、普代村、宮古市、盛岡市、矢巾町、山田町、陸前高田市 |
| 宮城県   | 全域（石巻市、岩沼市、大河原町、大崎市、大郷町、大衡村、女川町、角田市、加美町、川崎町、栗原市、気仙沼市、蔵王町、塩竈市、色麻町、七ヶ宿町、七ヶ浜町、柴田町、白石市、仙台市、大和町、多賀城市、富谷市、登米市、名取市、東松島市、松島町、丸森町、美里町、南三陸町、村田町、山元町、利府町、涌谷町、亘理町） |
| 福島県   | いわき市、大熊町、新地町、相馬市、富岡町、浪江町、楢葉町、広野町、双葉町、南相馬市 |
| 茨城県   | 大洗町、鹿嶋市、神栖市、北茨城市、高萩市、東海村、日立市、ひたちなか市、鉾田市 |
| 千葉県   | 旭市、いすみ市、一宮町、大網白里市、御宿町、勝浦市、九十九里町、山武市、白子町、匝瑳市、館山市、銚子市、長生村、横芝光町 |

## 発信状況
2025年1月現在、北海道・三陸沖後発地震注意情報が発信されたことはない。